# Albanais de Macédoine du Nord

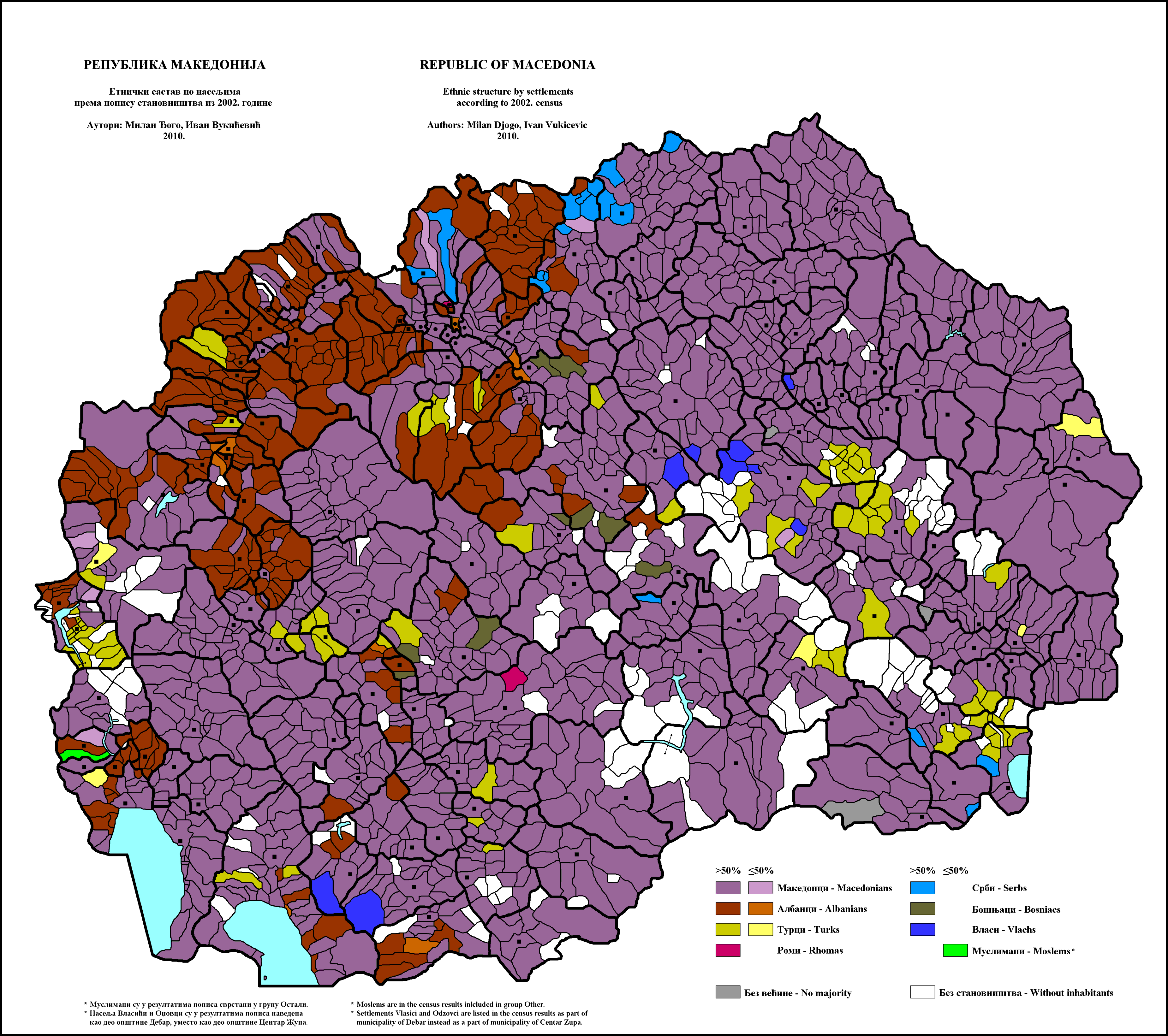
Carte ethnique de la Macédoine du Nord selon le recensement de 2002. Les Albanais sont majoritaires dans les zones en marron.

Les Albanais forment la principale minorité de Macédoine du Nord. Ils représentaient 29,52 % de la population totale du pays en 2021, derrière les Macédoniens (54,21 %). Les Macédoniens albanophones sont reconnus constitutionnellement comme minorité et possèdent quelques droits spécifiques. Ils se concentrent principalement dans le nord-ouest du pays, entre Kumanovo, Tetovo et Struga.

## Population

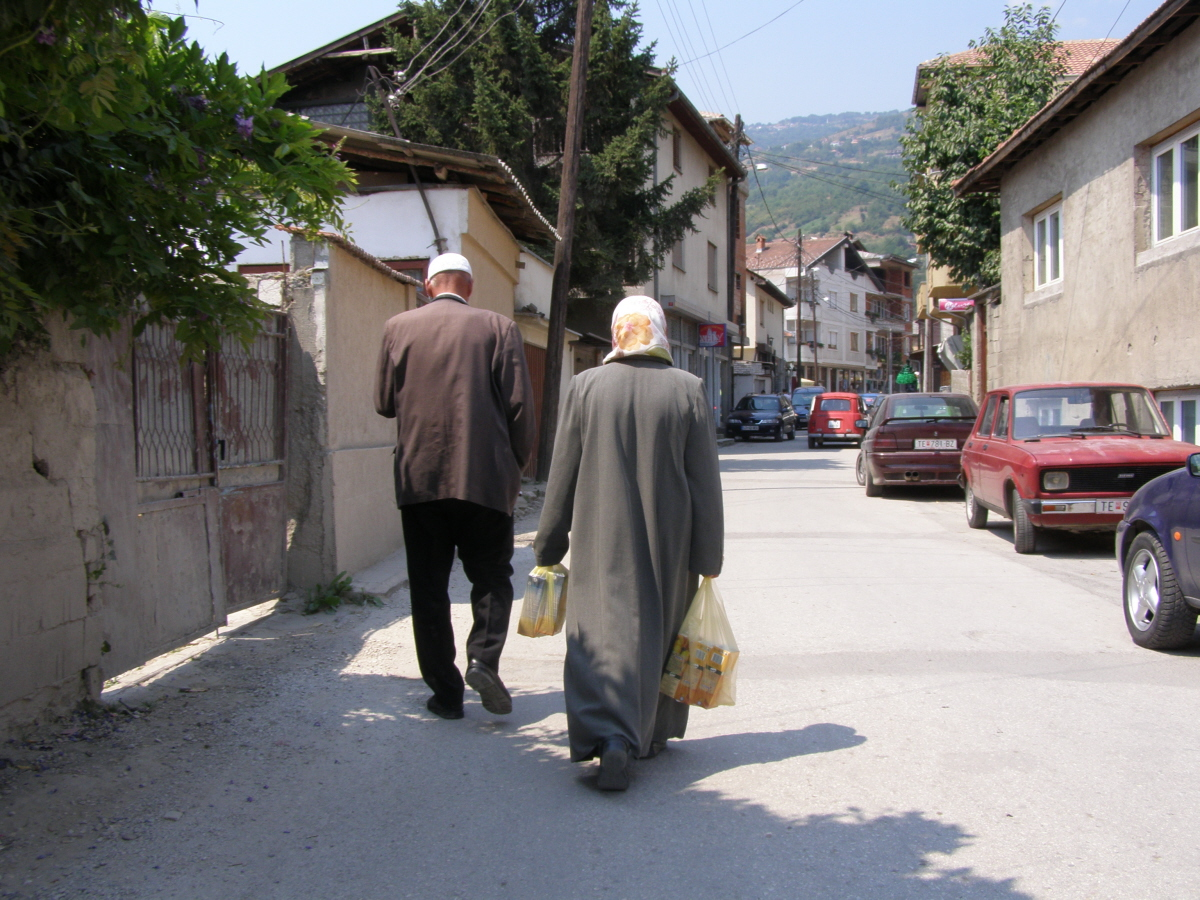
Albanais à Tetovo.

Selon le dernier recensement, effectué en 2021, les Albanais représentent 29,52 % de la population totale de Macédoine du Nord. Cependant, ce chiffre est contesté par la minorité albanaise .

## Municipalités à majorité albanaise
Sur les 84 municipalités que compte la Macédoine du Nord, en 2002, 16 étaient peuplées majoritairement par des Albanais. Ces municipalités se trouvent toutes dans le nord-ouest du pays, le long de la frontière kosovare et albanaise. Parmi ces municipalités, deux font partie de Skopje, la capitale, et Tetovo, Gostivar et Debar sont des villes importantes à l'échelle du pays.
- Tchaïr (municipalité de Skopje)
- Aratchinovo
- Bogovinyé
- Brvenitsa
- Vraptchichté
- Gostivar
- Debar
- Jelino
- Zaïas
- Lipkovo
- Oslomeï
- Saraï (municipalité de Skopje)
- Struga
- Stoudenitchani
- Téartsé
- Tetovo

## Histoire

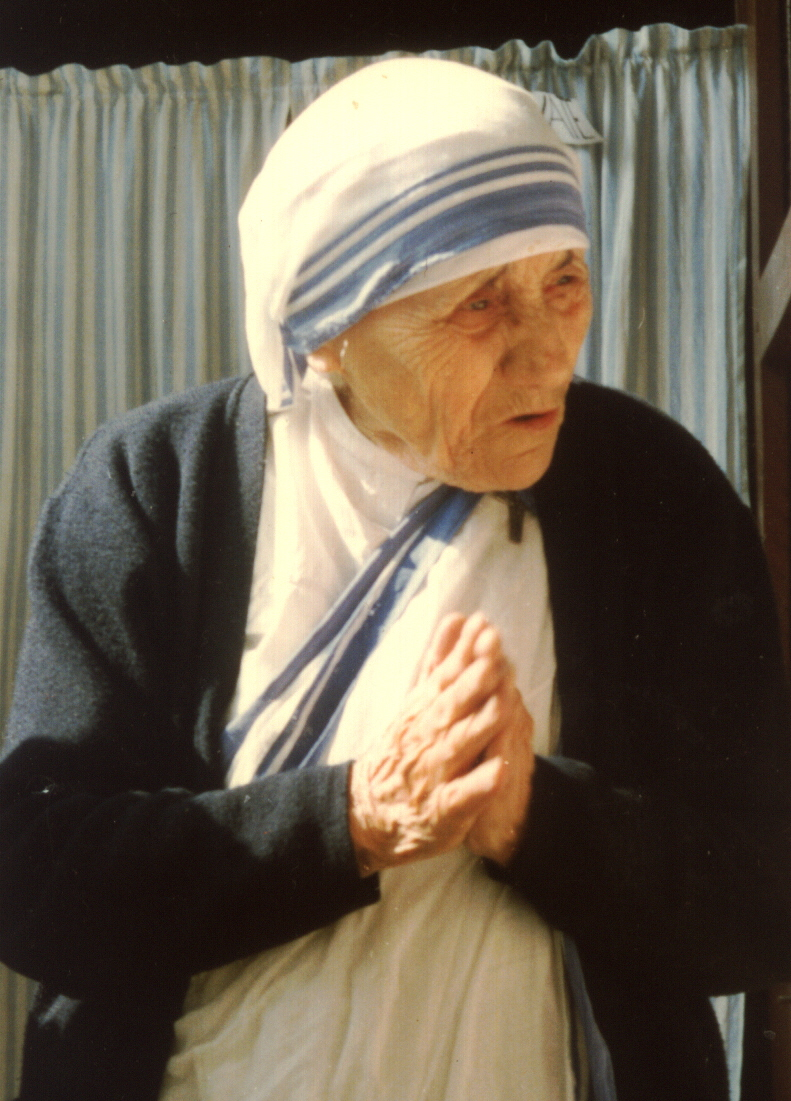
Mère Teresa, née Agnès Gonxha Bojaxhiu, la plus célèbre Albanaise de Macédoine du Nord

Bien que les Macédoniens modernes soient des Slaves, les Albanais ont été toujours en Macédoine, mais avec les arrivées des Slaves ils ont été assimilés. Les Albanais sont des Illyriens authentiques en ce territoire, ils sont présents dans le rayon de longue date. Au départ semi-nomades et éleveurs des chèvres et des moutons, leurs chefs se convertissent à l'islam après l'arrivée des Turcs afin de conserver leurs terres.
Sous le régime yougoslave, ils sont encouragés dans leur expression culturelle et dans leurs particularités. Cependant, lors de son indépendance en 1991, le pays à l'époque nommé Macédoine se définit comme l'État du seul peuple macédonien, englobant plusieurs minorités. Cela mécontente fortement les Albanais, qui se sentent marginalisés. Un référendum unilatéral organisé en 1992 par des associations albanaises dans la communauté demande aux intéressés s'ils sont pour leur autonomie. Le « oui » l'emporte à 74 %. Bien que le gouvernement soit pluriethnique dès 1991 (quatre à cinq ministères sont tenus par des Albanais), la communauté demande à être reconnue comme « peuple constitutif » de la république et voudrait que la représentation politique ne soit plus par majorité mais proportionnelle.

### Troubles entre Albanais et Macédoniens
Les premiers troubles éclatent en 1995, lorsque des professeurs et des militants albanais créent une université albanaise à Tetovo. Le gouvernement leur avait toujours refusé ce droit, car il estimait que cela encouragerait la formation d'organismes parallèles. Ouverte le 15 février, l'université est fermée le 17 par la police. S'ensuivent des émeutes, qui entraînent cependant la création dans l'Université Saints-Cyrille-et-Méthode de Skopje d'un centre d'études albanaises.

Les foyers d'insurrection albanaise en 2001

Lors du conflit de 2001, les choses s'aggravent dangereusement et l'opposition entre Macédoniens et Albanais menace de plonger le pays dans la guerre civile. L'Armée de libération du Kosovo, dissoute et interdite dans son pays, semble alors renaître en Macédoine du Nord et des combats ont lieu avec l'armée au début de l'année. En mai, les groupes rebelles Albanais sont sommés de rendre les armes par l'ONU. La Macédoine du Nord est alors en « état de guerre » lorsque, sous l'égide de l'ONU et de l'OTAN, un accord de cessez-le-feu est signé le 5 juillet. Les groupes rebelles albanais sont ensuite désarmés par l'OTAN. Finalement, le 13 août, les accords d'Ohrid sont signés entre partis albanais et macédoniens. Ces accords permettent aux Albanais d'enseigner et de pratiquer officiellement leur langue dans les municipalités où ils forment plus de 20 % de la population, d'accroître leur présence dans la fonction publique (ainsi auparavant, seulement 3 % des policiers étaient albanais), de faciliter l'enseignement en Albanais jusqu'à l'université, de parler albanais au parlement et de garantir une séparation entre l’Église orthodoxe macédonienne et l'État.

## Aspects culturels

Drapeau des Albanais de Macédoine du Nord utilisé par l'Organisation des nations et des peuples non représentés.

Près de 99 % des Albanais de Macédoine du Nord sont musulmans. On peut d'ailleurs apercevoir en Macédoine du Nord un nombre assez important[évasif] de mosquées. Et cela surtout dans les régions de Skopje, Tetovo, Gostivar et Kumanovo, mais on peut aussi trouver une petite minorité chrétienne et orthodoxe plus exactement dans la région de Gorna Reka (en) qui eux ont été assimilés et sont devenus presque macédoniens[Quoi ?]. Le sentiment nationaliste chez les Albanais de Macédoine du Nord est très fort ; les Albanais de Macédoine du Nord sont très fortement partisans d'une Grande Albanie.
Les dialectes albanais parlés sont guègues en majorité et tosques dans des parties du sud. L'éducation en albanais est dispensée à tous les niveaux, y compris universitaires, comme l'Université d'État de Tetovo et l'Université de l'Europe du Sud-Est, aussi à Tetovo.
Pjetër Bogdani (vers 1630-1689), connu en italien comme Pietro Bogdano, est l'écrivain le plus original de la littérature ancienne en Albanie. Il est l'auteur du Cuneus Prophetarum (en), en 1685, le premier travail en prose d'importance écrit originellement en albanais. Né à Gur i Hasit, Has, près du district de Kukës, en Albanie vers 1630, Bogdani fut éduqué dans les traditions de l'Église catholique à laquelle il a dévoué toute son énergie. Son oncle Andrea or Ndre Bogdani (vers 1600–1683) fut archevêque de Skopje et auteur d'une grammaire latin-albanais, aujourd'hui perdue.

## Partis politiques albanais
En Macédoine du Nord, les partis politiques sont souvent ethniques. Il y a ainsi les partis macédoniens, roms et albanais. Les principaux partis albanais sont le Parti démocratique des Albanais, radical, et l'Union démocratique pour l'intégration, ultra-radical. Le Parti pour la Prospérité démocratique, modéré, a été absorbé en 2008 par le PDA.
Le principal dirigeant politique macédonien est Ali Ahmeti, président de l'UDI et qui a conduit notamment le conflit de 2001.